# گلالان
گلالان (به ترکی آذربایجانی: Gülalan) یک منطقهٔ مسکونی در جمهوری آذربایجان است که در شهرستان خاچماز واقع شده‌است.